# Juan José Ribera
Juan José Ribera Fonseca  (Temuco, Araucanía, Chile, 11 de octubre de 1980) es un exfutbolista y actual entrenador chileno. Como futbolista jugó de volante. Actualmente dirige a Audax Italiano de la Primera División de Chile.

## Carrera

### Como jugador
Se integra a las inferiores de la Universidad Católica. Luego también jugaría en Provincial Osorno en el año 2000, al año siguiente parte a Deportes Puerto Montt. En 2002 regresa a UC y en 2003 vive su primera etapa en Universidad de Concepción, donde juega hasta fines de 2004.
Ficha en la Unión Española en 2005. Para el 2006 vuelve a la U. de Concepción, donde jugaría hasta 2007, año en que también juega en Everton de Viña del Mar. Se integra a Deportes Concepción en 2008. Parte en el segundo semestre a Ñublense.
En 2010 llega a Santiago Morning. En 2012 hace su retorno a Universidad de Concepción y se retira como jugador del fútbol profesional.

### Como entrenador
En 2013 inicia una carrera como director técnico en Malleco Unido. Su primer partido como técnico fue frente a Trasandino de los Andes y el resultado fue a favor de Malleco Unido por dos goles a cero, siendo este su primer triunfo como Técnico. Luego entrenaría a Deportes Concepción, Coquimbo Unido, Rangers y Audax Italiano.
En 2020 nuevamente asume la dirección de Coquimbo Unido consiguiendo una histórica semifinal en la Copa Sudamericana 2020 quedando como el tercer mejor equipo del torneo, sin embargo meses después desciende a Primera B de Chile con el equipo. Tras esto, presenta su renuncia como director técnico de Coquimbo Unido en febrero de 2021 Luego de una destacada campaña en Copa Sudamericana 2021, donde llegó a las semifinales, no pudo replicar sus buenos resultados en el torneo local, descendiendo a la Primera B.
Para la temporada 2021, dirigió a Deportes Antofagasta, siendo cesado de su cargo tras la fecha 23 del torneo de 2021. Para 2022, regresa a dirigir a Audax Italiano en marzo de 2022 tras la salida de la banca audina de Ronald Fuentes. Tras no ser renovado su contrato a fin de temporada, en noviembre de 2022 es anunciado como nuevo entrenador de Deportes Temuco de la Primera B Chilena. Luego del fin de la primera rueda del campeonato de Primera B de 2023, anuncia su salida del conjunto albiverde debido a motivos personales.
El 14 de junio de 2023 es anunciado como nuevo entrenador de Curicó Unido de la Primera división chilena. solo estuvo 3 meses en el club curicano, y tuvo un 18.52% de rendimiento. Luego de la caída en fecha 24 ante Ñublense y con el cuadro tortero en puestos de descenso, fue cesado de sus funciones.
El 21 de marzo de 2024, es contratado como nuevo entrenador de San Luis de la Primera B de Chile, en reemplazo de Juan Manuel López.

## Selección nacional
Representó a la Selección de fútbol de Chile de la categoría en la Copa Mundial de Fútbol Sub-17 de 1997 realizada en Egipto.

### Participaciones en Mundiales
| Competencia                | Sede   | Resultado    |
| -------------------------- | ------ | ------------ |
| Copa del Mundo Sub-17 1997 | Egipto | Primera Fase |

## Clubes

### Como jugador
| Club                      | País  | Año       |
| ------------------------- | ----- | --------- |
| Universidad Católica      | Chile | 1997-2000 |
| Provincial Osorno         | Chile | 2000      |
| Deportes Puerto Montt     | Chile | 2001      |
| Universidad Católica      | Chile | 2002      |
| Universidad de Concepción | Chile | 2003-2004 |
| Unión Española            | Chile | 2005      |
| Universidad de Concepción | Chile | 2006-2007 |
| Everton                   | Chile | 2007      |
| Deportes Concepción       | Chile | 2008      |
| Ñublense                  | Chile | 2008-2009 |
| Deportes La Serena        | Chile | 2010      |
| Santiago Morning          | Chile | 2010-2011 |
| Universidad de Concepción | Chile | 2012      |

### Como entrenador
| Club                 | País  | Año       | PJ  | PG  | PE | PP  | Efectividad |
| -------------------- | ----- | --------- | --- | --- | -- | --- | ----------- |
| Malleco Unido        | Chile | 2013-2014 | 12  | 6   | 0  | 6   | 50%         |
| Deportes Concepción  | Chile | 2014-2015 | 43  | 17  | 9  | 17  | 46.51%      |
| Coquimbo Unido       | Chile | 2015-2017 | 47  | 17  | 14 | 16  | 46.1%       |
| Rangers              | Chile | 2017      | 9   | 3   | 2  | 4   | 40.74%      |
| Audax Italiano       | Chile | 2018-2019 | 60  | 26  | 14 | 20  | 51.11%      |
| Coquimbo Unido       | Chile | 2020-2021 | 33  | 12  | 8  | 13  | 43.43%      |
| Deportes Antofagasta | Chile | 2021      | 25  | 7   | 8  | 10  | 38.67%      |
| Audax Italiano       | Chile | 2022      | 27  | 12  | 6  | 9   | 51.85%      |
| Deportes Temuco      | Chile | 2023      | 16  | 8   | 5  | 3   | 60.42%      |
| Curicó Unido         | Chile | 2023      | 9   | 1   | 2  | 6   | 18.52%      |
| San Luis             | Chile | 2024      | 14  | 4   | 1  | 9   | 30.95%      |
| Audax Italiano       | Chile | 2024-act. | 44  | 24  | 9  | 11  | 61.37%      |
| Total                | Total | Total     | 339 | 137 | 78 | 124 | 48.08%      |

## Palmarés

### Como jugador

#### Campeonatos nacionales
| Título           | Club                 | País  | Año    |
| ---------------- | -------------------- | ----- | ------ |
| Primera División | Universidad Católica | Chile | 2002-A |
| Primera División | Unión Española       | Chile | 2005-A |